# Сипакапенский язык
Сипакапенский — один из майяских языков. Распространён в муниципалитете Сипакапа гватемальского департамента Сан-Маркос. Число носителей на 2000 год составляет около 8000 человек. Имеет довольно стабильное положение. Наиболее близкородственный язык — киче.
Письменность на основе латинского алфавита: A a, B' b', Ch ch, Ch' ch', E e, I i, J j, K k, K' k', L l, M m, N n, O o, P p, Q q, Q' q', R r, S s, T t, T' t', Tz tz, Tz' tz', U u, W w, X x, Y y, '.